# 에어 포스 투

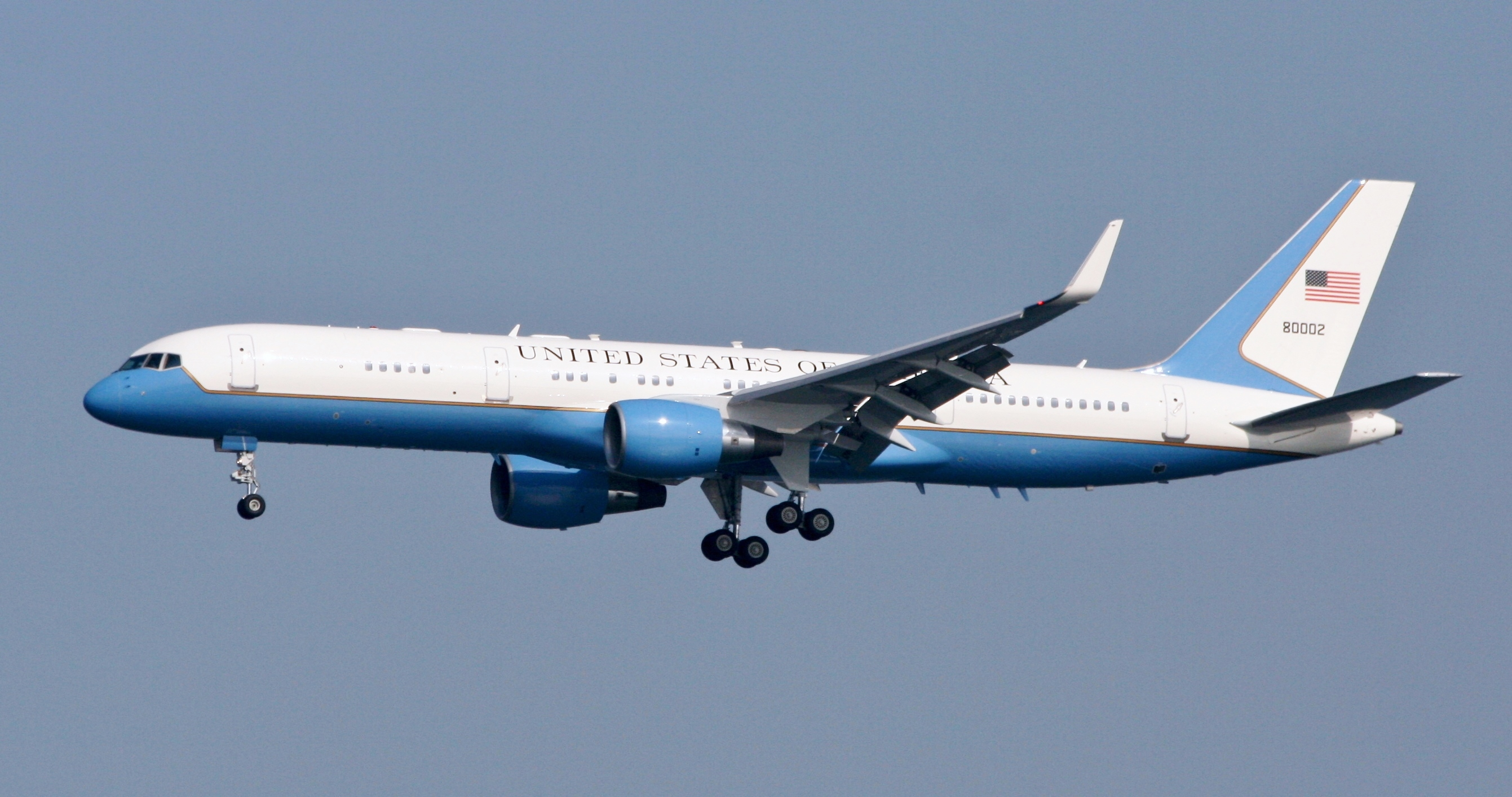
보잉 757을 개조한 보잉 C-32는 미국 부통령의 전용기이다.

에어 포스 투는 미 부통령의 항공 교통 관제 호출 부호이다. 이 전용기는, 미 대통령이 아닌 부통령을 위한 전용기이다. 부통령의 전용기로 일반적으로 사용되는 기체는 미 공군의 요구에 따라 개조 된 보잉 757 인 보잉 C-32이다. 보잉 C-40 클리퍼, C-20B, C-37A 및 C-37B와 같은 다른 항공기들도 이 역할을 수행했었다. 참고로, 미국의 대통령이 에어 포스 원으로 가장 많이 사용하는 항공기는 보잉 VC-25이며, 간혹 부통령이 에어 포스 투로 사용하기도 한다.

## 같이 보기
- 에어 포스 원
- 마린 원